# Oh Happy Day
Oh Happy Day är ett gospelarrangemang baserat på en psalm från 1755 av Philip Doddridge, och Edward Francis Rimbaults nya melodi till psalmen 1855. Edwin Hawkins arrangerade om kompositionen ytterligare för sin inspelning med The Edwin Hawkins Singers som blivit den kändaste. Den spelades in 1967 för albumet Let Us Go into the House of the Lord med Dorothy Combs Morrison på ledsång. Inspelningen nådde en DJ i San Francisco som började spela den i radio, och den spreds snart vidare i USA. Den utgavs som singel 1968 och blev en internationell hit 1969 och Hawkins kom att tilldelas en Grammy för inspelningen. Den har också spelats in av artister som Glen Campbell och Aretha Franklin.
Oh Happy Day nådde tidigt den svenska marknaden när den spelades in i maj 1969 på gospelkören Joybells' första LP.

## Listplaceringar
| Lista (1969)   | Position              |
| -------------- | --------------------- |
| Australien     | 20 (Go Set)           |
| Danmark        | 7 (Top Ti)            |
| Finland        | 26                    |
| Flandern       | 3                     |
| Frankrike      | 1                     |
| Irland         | 2                     |
| Kanada         | 2 (RPM)               |
| Nederländerna  | 1                     |
| Nya Zeeland    | 20 (NZ Listner)       |
| Schweiz        | 1                     |
| Spanien        | 3                     |
| Storbritannien | 2 (UK Singles Chart)  |
| Sverige        | 4 (Kvällstoppen)      |
| Sverige        | 5 (Tio i topp)        |
| USA            | 4 (Billboard Hot 100) |
| Vallonien      | 1                     |
| Västtyskland   | 1                     |
| Österrike      | 2                     |